# Bockwindmühle Lauenroth

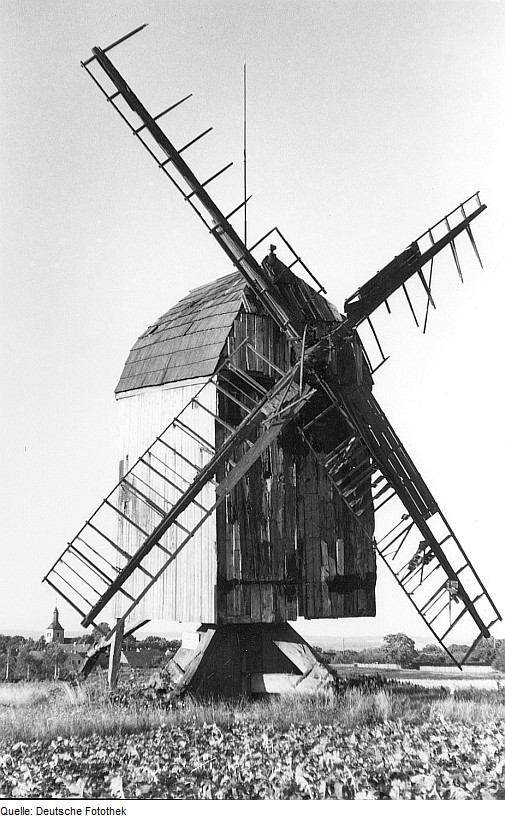
Breitenfeldsche Mühle, Aufnahme durch Günter Rapp im Jahr 1973

Die Bockwindmühle Lauenroth ist eine denkmalgeschützte Bockwindmühle im zur Gemeinde Am Großen Bruch gehörenden Dorf Wulferstedt in Sachsen-Anhalt.

## Lage

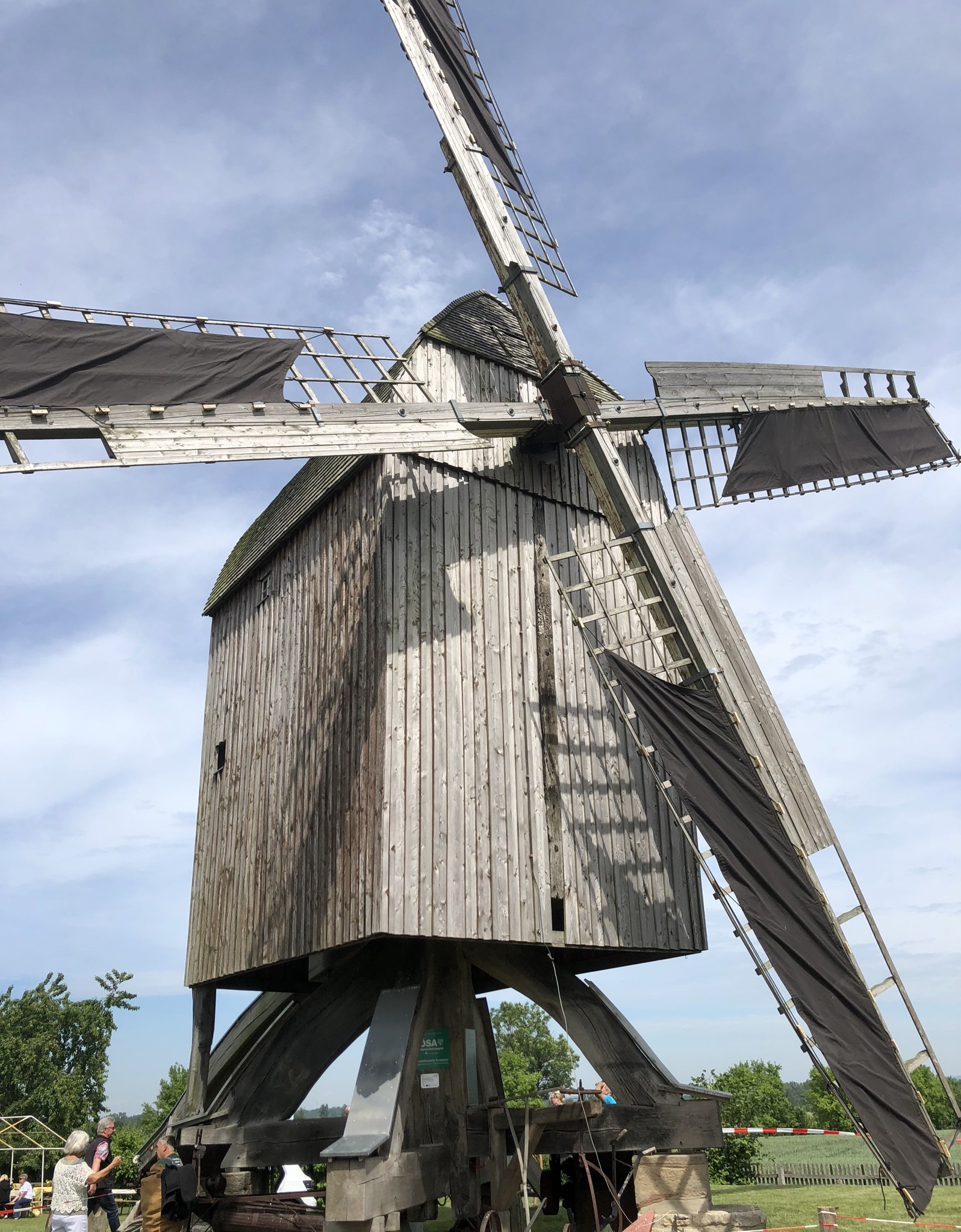
Bockwindmühle Lauenroth, 2019

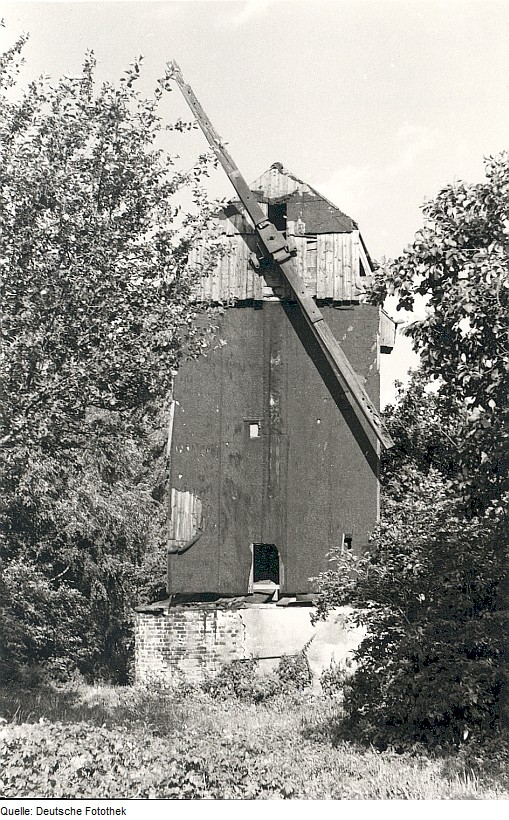
Bockwindmühle Lauenroth im Jahr 1973 am alten Standort in Dreileben

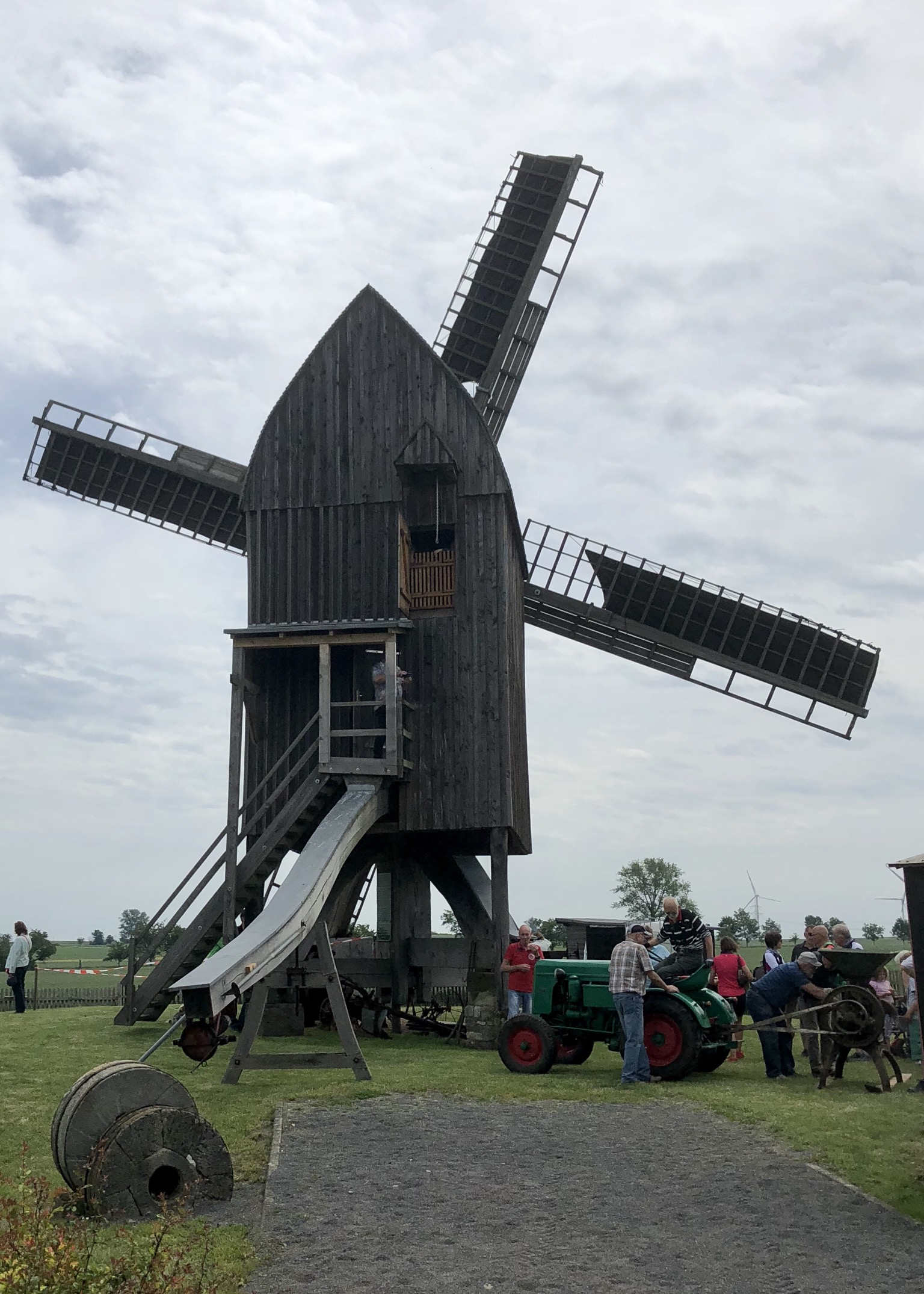
Rückseite, 2019

Die Windmühle steht heute umgeben von Feldern etwas südwestlich der Ortslage von Wulferstedt am Knielweg. Mit der Mühle Dieckmann befindet sich eine weitere historische Windmühle südöstlich des Orts.

## Architektur und Geschichte
Im Jahr 1808 wurde am jetzigen Mühlenstandort die Breitmeyersche Bockwindmühle errichtet. Zum Teil wird auch die Bezeichnung Breitfeldsche Mühle genutzt. Nach einer Nutzungseinstellung im 20. Jahrhundert verfiel diese Mühle, wurde jedoch Mitte der 1990er Jahre saniert. Während des Orkans Jeanett gerieten die Windmühlenflügel am 28. Oktober 2002 trotz eingesetzter Bremse in Drehung. Durch die dadurch entstandene Hitze entzündete sich ein Feuer, dem die Mühle fast vollständig zum Opfer fiel. Lediglich der Schrick blieb erhalten.
Es wurde dann im Jahr 2003 die baufällige in Dreileben stehende Bockwindmühle Lauenroth demontiert und in den Jahren 2004/2005 in Wulferstedt wieder aufgebaut.
Im örtlichen Denkmalverzeichnis ist die Mühle unter der Erfassungsnummer 09456006 als Baudenkmal verzeichnet.